# تركيب المريخ

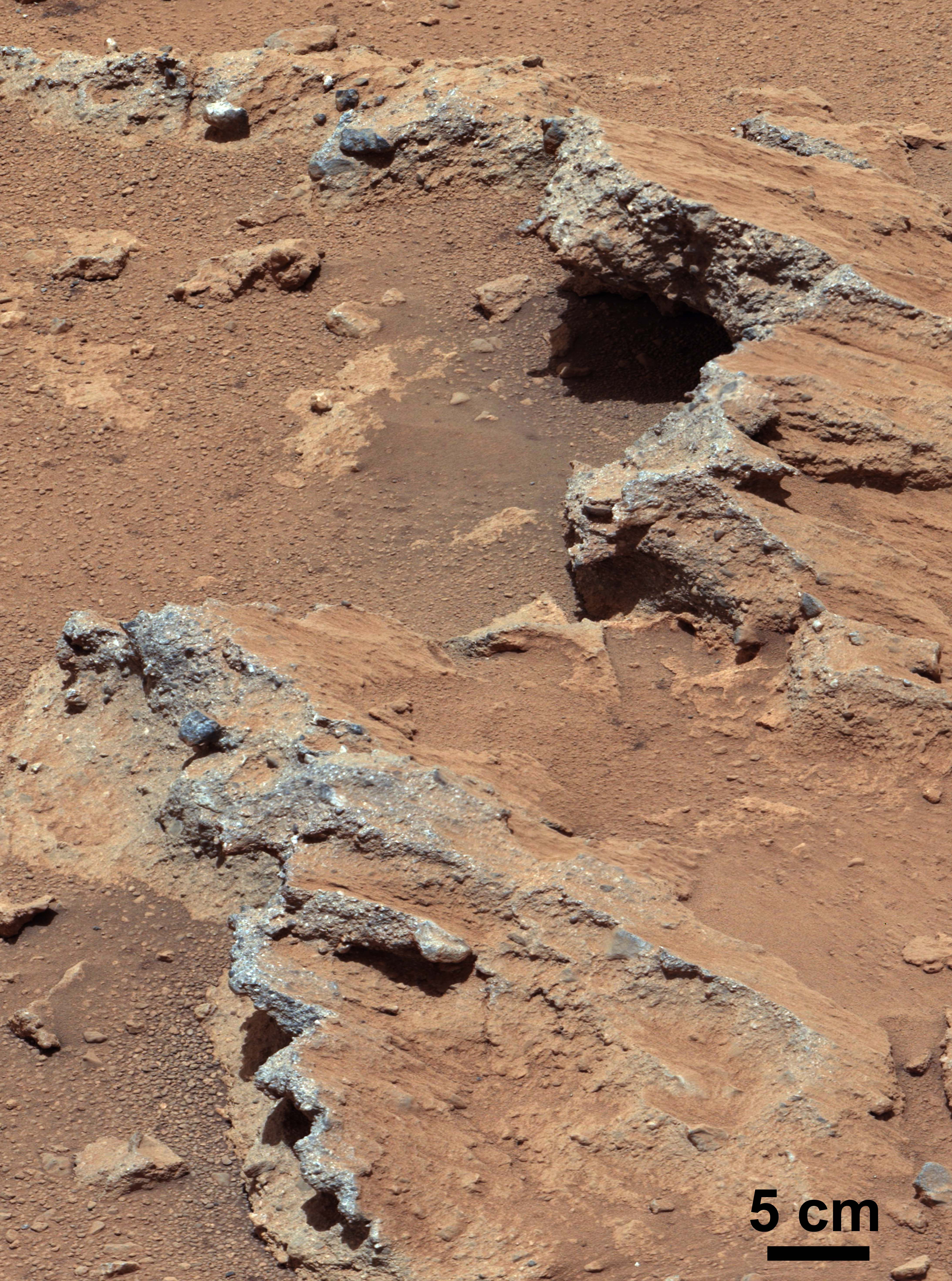
عرض نتوء هوتاه على سطح المريخ من قبل المسبار المتحرك (12 من ايلول، 2012). ان مركبات الحديد الوفيرة هي المسؤولة اللون البني المحمر لتربة المريخ.

يعتبر دراسة الطبقات المكونة للمريخ من العلوم التي تدخل في دراسات تركيب المريخ التي تُعنى بوصف مكونات كوكب المريخ.

## التركيب العنصري
مقارنة بالأرض فان المريخ يختلف من حيث تمييزه بالجاذبية، اذ يوحي ان قلب الكوكب يتكون من حديد صلب ومعدن النيكل محاطا بغشاء اقل كثافة من معدن السلكيات بالإضافة إلى القشرة. حيث يبدو المريخ شبيه الأرض ان لديه قلب من حديد منصهر أو على الاقل قلب منصهر من الخارج، ومع ذلك لا يبدوان هناك نقل حراري في الغطاء. يظهر المريخ نشاط جيولوجي قليل وذلك ان وجد.
يختلف التركيب العنصري للمريخ عن الأرض بعدة طرق مهمة. اولا، يشير تحليل النيزك المريخي إلى ان المريخ غني بالحديد بمقدار ضعف حديد الأرض، يتميز بلونه الاحمر بسبب وجود تراكيز اكاسيد الحديد على سطحه. ثانيا، قلبه غني بالكبريت. ثالثا، مقارنة بالأرض فان غطاء المريخ ثري بعنصر البوتاسيوم والفسفور ورابعا، كذلك مقارنة بالأرض، تحتوي قشرة المريخ على نسبة عالية من العناصر المتطايرة مثل الكبريت والكلور. بالإضافة إلى ان هذه النتائج يتم دعمها عن طريق موقع تحليلات الصخور والتربة على سطح المريخ.
يأتي الكثير مما نعرفه حول التكوين العنصري للمريخ من دوران المركبات الفضائية وهبوطها. تحمل معظم هذه المركبات الفضائية منظار الطيف والآت أخرى لقياس مكونات السطح وذلك اما باستخدام الاستشعار عن بعد من المدار اوفي موقع التحليلات الموجود على سطح المريخ. إضافة إلى ذلك توجد العديد من العينات للمريخ التي اتت من النيازك التي تشق طريقها للأرض. تزود هذه النيازك التي تسمى عادة اس ان اس (SNC) معلومات عن التركيب الكيميائي للقشرة الخارجية والداخلية التي لولاها لن تكون متاحة الا من خلال مهمة اعادتها من المريخ.
اعتقد العلماء اعتمادا على مصادر المعلومات هذه، ان العناصر الكيميائية الأكثر وفرة في قشرة المريخ إلى جانب السليكون والاوكسجين هي الحديد، ماغنيسيوم، المنيوم، كالسيوم وبوتاسيوم. هذه العناصر هي مكونات اساسية للعديد من المعادن التي تحتوي على الصخور النارية. كذلك  ان عناصر التيتانيوم، الكروم، المغنيسيوم، الكبريت، الفسفور، الصوديوم والكلور اقل وفرة لكنها لاتزال مكونات مهمة للعديد من المعادن المساعدة في تكوين الصخور والمعادن الثانوية (المنتجات الجوية) المتواجدة في الغبار والاتربة. قام العلماء بتقديم تقرير في الخامس من سبتمبر في 2017، الذي قد اكتشف  فيه المسبار المتحرك عن عنصر البورون في مارس، وهوعنصر اساسي للحياة على الأرض. ان مثل هذا الاكتشاف إلى جانب الاكتشافات السابقة التي تدل على احتمالية وجود المياه على المريخ، فهي تدعم امكانية السكن المبكر لغيل كريتر.
يوجد عنصر الهيدروجين بشكل (ماء) متجمد ومعادن مائية. يظهر الكربون في الجو بشكل ثنائي اوكسيد الكربون واحيانا كالثلج الجاف الذي في القطبين. كذلك يتم تخزين كمية مجهولة من الكاربون في الكربونات. يشكل النتروجين الجزئي نسبة 2,7 في الجو. على حد علمنا ان المركبات العضوية غائبة باستثناء وجود إثر للميثانيتيد في الغلاف الجوي. ابلغت وكالة ناسا في 16 من ديسمبر في 2014 ان المسبار المتحرك اكتشف ارتفاع بنسبة عشرة اضعاف، على الاغلب تمركز في كمية الميثان الموجودة في الغلاف الجوي للمريخ. اظهرت قياسات العينات التي اخذت (عشرات المرات على مدى عشرة أشهر) في نهاية 2013 وفي بداية 2014 زيادة بمعدل (7 أجزاء من الميثان لكل مليار في الغلاف الجوي). قبل وبعد ذلك، بلغت قراءة المعدل ما يقارب عشر ذلك المستوى.

## علم البترول والمعادن
ان المريخ اساسا كوكب ناري. تتكون الصخور في الغالب التي على السطح وفي القشرة من المعادن التي تتبلور من الانصهار. حيث تأتي معظم معرفتنا الحالية عن مكونات المعادن من بيانات الطيفية من مدار المركبة الفضائية، في موقع التحليلات لصخور والتربة من ستة مواقع هبوط، إضافة إلى دراسة نيازك المريخ. يتضمن الطيف الموجود حاليا في المدار ثيميس مسبار المريخ أوديسيTHEMIS  ((Mars Odysse، أوميغا  المريخ أكسبريس (OMEGA (Mars Express، وسي ار آي اس ام مدار المريخ الاستكشافي Oribter) (Mars Reconnaissance CRISM.  حيث يحمل كل من جهازي استكشاف المريخ مطياف الاشعة السينية لجسيمات الفا أي بي أكس أس Alpha Particle X-ray Spectrometer (APXS، مطياف الانبعاث الحراري (Mini-TES)، ومطياف موسباور (Mössbauer) لتعرف على المعادن الموجودة على السطح.
في 17 أكتوبر 2012، اجرى المسبار المتحرك على كوكب المريخ في روكنست (Rocknest) أول تحليل حيود الاشعة السينية لتربة المريخ. كشفت النتائج التي توصل اليها محلل روفر جي من (rover's CheMin analyzer) عن وجود عدة معادن، بما في ذلك الفلسبار،  البيروكسينات وأوليفين (feldspar، pyroxenes and olivine) وأشارت إلى أن تربة المريخ الموجودة في العينة مشابهة لتلك الموجودة في (التربة القاعدية المعرضة لعوامل التجوية) لبراكين هاواي.

### الصخور الأساسية والمعادن:
اخويا حوده المتسيط الي مفيش منو

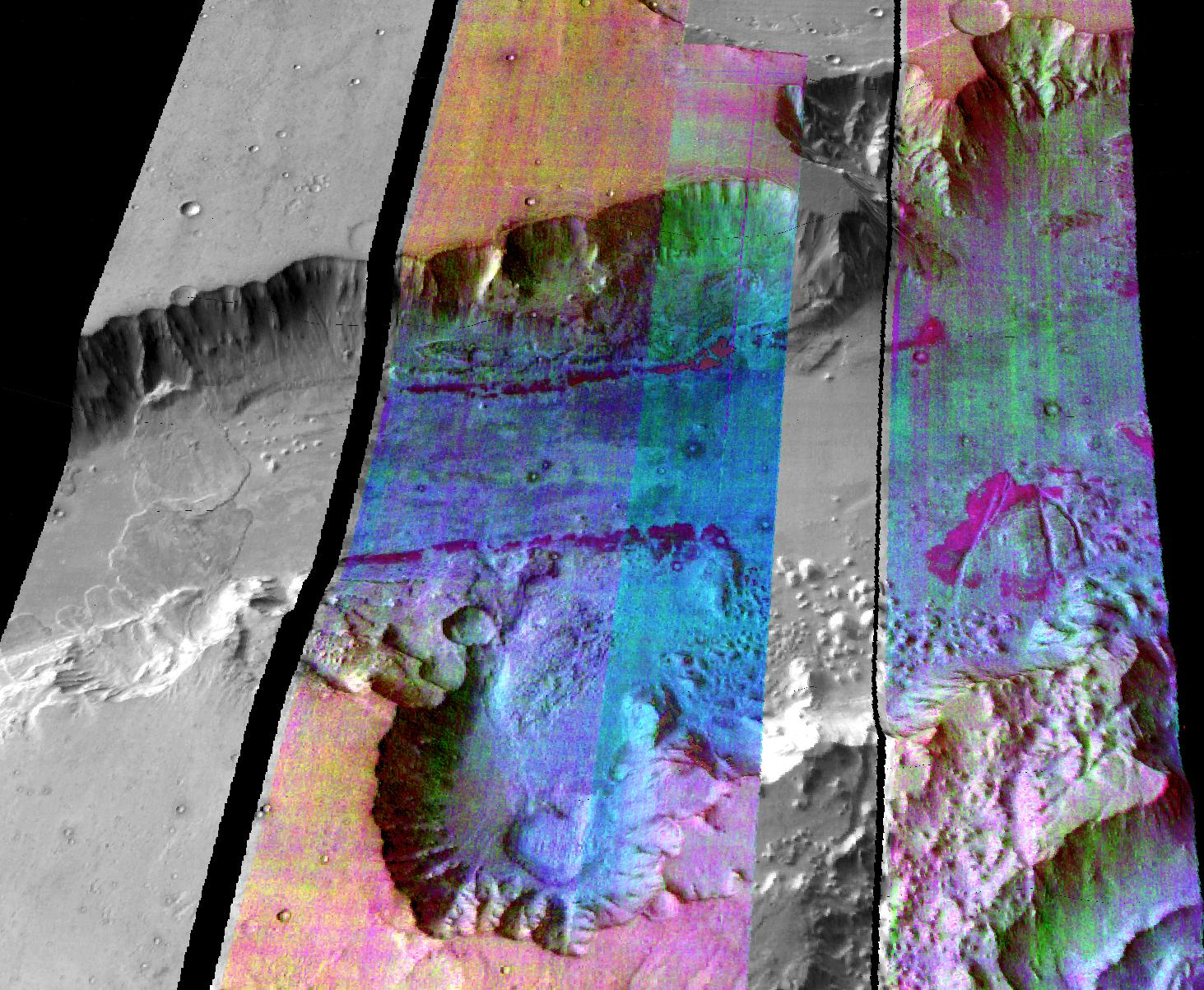
طيف الليزر

من العناصر الكيميائية من جم كام على المسبار المتحرك (صخرة التتويج، 19اغسطس 2012). يظهر معدن الاولفين في جميع انحاء الكوكب، لكن تظهر بعض أكبر التراكيز هي نيلي فوساي (Nili Fossae)، وهي منطقة تحتوي على صخور نوشيان العتيقة (Noachian-aged rocks). كما يوجد نتوء كبير اخر غني بزيت الزيتون في كانجس شاسما (Ganges Chasma)، وهوصدع الجانب الشرقي من فالز مارينريس (Valles Marineris). تتلاشى أوليفين بسرعة في معادن الوحل بوجود الماء السائل. لذلك،  تشير المناطق ذات النتوءات الكبيرة من الصخور الحاملة لزيت الزيتون إلى أن الماء السائل لم يكن وفيرًا منذ تشكل الصخور. كذلك تنتشر معادن البيروكسين على نطاق واسع على السطح. يوجد كلا من البيروكسينات منخفضة الكالسيوم (أورثوm (ortho-) and high-calcium (clino-) pyroxenes)،  مع وجود أصناف عالية الكالسيوم مرتبطة بالدروع البركانية الأصغر سناً والأشكال المنخفضة الكالسيوم إينستاتيت (enstatite) أكثر شيوعًا في تضاريس المرتفعات القديمة. ولأن معدن الانستاتيت يذوب عند درجة حرارة أعلى من قريبه عالي الكالسيوم،  حيث جادل بعض الباحثين بأن وجوده (الانستاتيت) في المرتفعات توحي أن الرواسب القديمة على سطح المريخ تملك درجات حرارة عالية.
بين عامي 1997و2006، رسم مطياف الانبعاث الحراري (تي أي أس) خريطة على مركبة الفضاء مارس  ماسحة الأراضي (أم جي أس) التركيب المعدني الشامل  للكوكب. حدد تي أي اس وحدتين بركانية بشكل شامل على مارس. يتميز النوع الأول (اس تي 1) بمرتفعات نوتشيان العتقية ويتكون من بلورات البلاجيوكلاس الثابتة وكلنوبيروكسين الغني بحجر البازلت (clinopyroxene-rich basalts). يكون النوع الثاني (اس تي 2) شائع في السهول الحديثة شمال حدود الانقسام وهواغنى بالسليكا من اس تي 1.
تصوير البلورات بالأشعة السينية# علم المعادن وصناعة المعادن، عرض حيود الاشعة السينية لتربة المريخ_ يكشف تحليل جي من عن الفلسبار، البيروكسين، زيت الزيتون و (المسبار المتحرك، أكتوبر 17، 2012). تم تفسير الحمم البركانية التابعة ل (اس تي 2) (ST2) على انها أنديسايت (andesite) أوأنديسايت بازلتية، مما يدل إلى ان الحمم التي في السهول الشمالية نشأت من تطورات كيميائية عديدة، الرواسب الغنية المتبخرة. مع ذلك، فقد اقترح باحثون اخرون أن (اس تي2) يمثل نجاة حجر البازلت مع طبقة رقيقة من زجاج السليكا أو المعادن ثانوية أخرى التي تشكلت من خلال التفاعل مع الماء أو مع المواد الحاملة للجليد.
توجد صخور حقيقية متوسطة وتحتوي فلزات على المريخ، لكن الكشف عنها غير شائع إلى الآن.
قد تم تحديد صخور تحوي نسبة عالية من السليكا في سيرتس ميجور وبالقرب من الحافة الجنوبية الغربية لحفرة انتونيادي من قبل كل من تي أي اس ونظام التصوير الحراري للانبعاث على مركبة مارس اوديسي. كذلك تمتلك الصخور اطياف تشبه الاحجار البركانية الغنية بالكوارتز والجرانيتية، وهذا يدل على الاقل ان بعض اجزاء قشرة المريخ تمتلك مجموعة متنوعة من الاحجار البركانية المماثلة لكوكب الأرض. تشير بعض الادلة الجيوفيزيائية إلى انه ربما حقا يتكون الجزء الأكبر من قشرة المريخ من بازلتية أنديسايت أوأنديسايت. حيث يتم اخفاء قشرة الانديسايتك بتغلب على الحمم البازلتية التي تسيطر على تكوين السطح لكنها مع ذلك صغيرة من حيث الحجم.
يمكن تصنيف دراسات الصخور التي اجراها المتجول سبرت (Spirit Rover) في حفرة غوسيف (Gusev) بأساليب مختلفة. تصنع صخور البازلت بواسطة كميات وانواع المعادن، حيث ان هذه الصخور تشبه صخور ارضية والتي تسمى الكوماتيات (komatiites) البازلتية. إضافة إلى كذلك ان صخور السهول تشبه نيازك الشيركوتاتيس (shergottites) البازلتية التي تأتي من مارس. كما يقارن أحد انظمة التصنيف كمية العناصر القلوية بكمية عناصر السليكا على الرسم البياني. تقع سهول غوسيف بالقرب من تقاطع البازلت البكروباسلت والتيفريت حسب نظام التصنيف، الذي يسمي نظام ايرفين (Irvine) باركر بالبازلت.
ابلغت ناسا عن دلائل للمعادن المائية في 18من مارس، 2013، عن طريق الآلات الموجودة على المسبار المتحرك، وباستخدام اداة روفر دي أن أي  (DNA)، والتي من المرجح ان تكون هذه المعادن لكبريتات الكالسيوم، وجدت في عدة نماذج من الصخور بما في ذلك شظايا من صخور تنتينا وصخور ستون انلاير كذلك في عروق الصخور الأخرى مثل صخرة كنور وصخرة فيرينك. زود التحليل ادلة عن وجود مياه سطحية بنسبة 4% من محتوى المياه، نزولا إلى 60سم في تقاطع روفر من موقع الهبوط برادبري (Bradbury Landing) إلى منطقة يلونايف في منطقة غلينلغ (Glenelg).